# Sant'Onofrio (titolo cardinalizio)
Sant'Onofrio (in latino: Titulus Sancti Honuphrii in Ianicullo) è un titolo cardinalizio istituito da papa Leone X il 6 luglio 1517, quando in occasione del concistoro del 1º luglio incrementò notevolmente il numero dei cardinali. Originariamente eretto come diaconia, fu elevata al rango di titolo presbiterale da papa Sisto V il 13 aprile 1587 con la costituzione apostolica Religiosa. Il titolo insiste sulla chiesa di Sant'Onofrio al Gianicolo.
Dal 30 settembre 2023 il titolare è il patriarca di Gerusalemme dei Latini Pierbattista Pizzaballa, O.F.M.

## Titolari
Si omettono i periodi di titolo vacante non superiori ai 2 anni o non storicamente accertati.

### Diaconia
- Giovanni di Lorena (7 gennaio 1519 - 10 maggio 1550 deceduto)
- Innocenzo Ciocchi del Monte (1º settembre 1550 - 4 maggio 1562 nominato cardinale diacono pro illa vice di San Callisto)
- Ludovico Madruzzo (4 maggio 1562 - 9 febbraio 1569); titolo pro hac vice (9 febbraio 1569 - 1º ottobre 1586 nominato cardinale presbitero di Sant'Anastasia)

### Titolo cardinalizio
- Philippe de Lénoncourt (15 gennaio 1588 - 13 dicembre 1592 deceduto)
- Filippo Sega (5 dicembre 1594 - 29 maggio 1596 deceduto)
- Flaminio Piatti (10 giugno 1596 - 24 aprile 1600 nominato cardinale presbitero di Santa Maria della Pace)
  - Titolo vacante (1600 - 1604)
- Domenico Toschi (25 luglio 1604 - 5 maggio 1610 nominato cardinale presbitero di San Pietro in Montorio)
- Maffeo Barberini (5 maggio 1610 - 6 agosto 1623 eletto papa con il nome di Urbano VIII)
- Francesco Barberini, diaconia pro hac vice (20 novembre 1623 - 13 novembre 1624 nominato cardinale diacono di Sant'Agata dei Goti alla Suburra)
- Antonio Barberini, O.F.M.Cap. (13 novembre 1624 - 7 settembre 1637 nominato cardinale presbitero di San Pietro in Vincoli)
  - Titolo vacante (1637 - 1645)
- Orazio Giustiniani, C.O. (24 aprile 1645 - 25 luglio 1649 deceduto)
  - Titolo vacante (1649 - 1652)
- Giovanni Girolamo Lomellini (12 marzo 1652 - 4 aprile 1659 deceduto)
- Benedetto Odescalchi (21 aprile 1659 - 21 settembre 1676 eletto papa con il nome di Innocenzo XI)
- Piero Bonsi (19 ottobre 1676 - 19 ottobre 1689 nominato cardinale presbitero di San Pietro in Vincoli)
- Wilhelm Egon von Fürstenberg (14 novembre 1689 - 10 aprile 1704 deceduto)
  - Titolo vacante (1704 - 1707)
- Orazio Filippo Spada (21 marzo 1707 - 28 giugno 1724 deceduto)
- Vincenzo Petra (20 dicembre 1724 - 11 febbraio 1737 nominato cardinale presbitero di San Pietro in Vincoli)
  - Titolo vacante (1737 - 1744)
- Francesco Landi (15 giugno 1744 - 13 settembre 1745 nominato cardinale presbitero di San Giovanni a Porta Latina)
  - Titolo vacante (1745 - 1749)
- Giovanni Battista Mesmer (22 settembre 1749 - 20 giugno 1760 deceduto)
  - Titolo vacante (1760 - 1773)
- Giovanni Angelico Braschi (10 maggio 1773 - 15 febbraio 1775 eletto papa con il nome di Pio VI)
- Marco Antonio Marcolini (28 luglio 1777 - 18 giugno 1782 deceduto)
  - Titolo vacante (1782 - 1794)
- Giovanni Battista Caprara Montecuccoli (21 febbraio 1794 - 21 giugno 1810 deceduto)
  - Titolo vacante (1810 - 1816)
- Giovanni Battista Zauli (29 aprile 1816 - 21 luglio 1819 deceduto)
  - Titolo vacante (1819 - 1836)
- Luigi Frezza (21 novembre 1836 - 14 ottobre 1837 deceduto)
- Giuseppe Mezzofanti (15 febbraio 1838 - 15 marzo 1849 deceduto)
  - Titolo vacante (1849 - 1852)
- Carlo Luigi Morichini (18 marzo 1852 - 12 marzo 1877 nominato cardinale vescovo di Albano)
- Francesco Saverio Apuzzo (20 marzo 1877 - 30 luglio 1880 deceduto)
  - Titolo vacante (1880 - 1894)
- Domenico Svampa (21 maggio 1894 - 10 agosto 1907 deceduto)
- Pierre-Paulin Andrieu (19 dicembre 1907 - 15 febbraio 1935 deceduto)
- Emmanuel Célestin Suhard (19 dicembre 1935 - 30 maggio 1949 deceduto)
  - Titolo vacante (1949 - 1958)
- José Garibi y Rivera (18 dicembre 1958 - 17 maggio 1972 deceduto)
- Pio Taofinu'u, S.M. (5 marzo 1973 - 19 gennaio 2006 deceduto)
- Carlo Furno (10 maggio 2006 - 9 dicembre 2015 deceduto)
  - Titolo vacante (2015 - 2023)
- Pierbattista Pizzaballa, O.F.M., dal 30 settembre 2023